# 石坂浩二
石坂 浩二（いしざか こうじ、1941年〈昭和16年〉6月20日 - ）は、日本の俳優・タレント。石坂ミュージカル・エンタープライズ社長。2015年10月からプロダクション尾木に所属。
本名は武藤 兵吉（むとう へいきち）で、親しい芸能人には「兵ちゃん」と呼ばれる。画家として1974年から1985年まで二科展に連続入選している。プラモデルの愛好家としても知られる。
東京府東京市京橋区木挽町（現：東京都中央区銀座）生まれの大田区田園調布出身。小さき花の幼稚園、田園調布小学校、慶應義塾普通部、慶應義塾高等学校、慶應義塾大学法学部法律学科卒業。神奈川県横浜市在住。
元関東明治屋商事株式会社（現：明治屋）取締役の武藤吉二は父。元横浜市長の平沼亮三は外祖父、元ポニーキャニオン常務取締役で音楽プロデューサーの渡辺有三は従弟に当たる。

## 来歴・人物
高校時代の1958年、ドラマ『お源のたましい』に通行人のエキストラでデビューし、1967年に、出演した『泥棒たちの舞踏会』で演出家・浅利慶太のスカウトをきっかけに劇団四季へ入団。劇団では演出部に所属し、浅利のサポートを務める。在籍中に台本・作詞を手がけた子供向けミュージカル『王子とこじき』は退団後も上演され続け、現在もファミリーミュージカルの演目の1つとしてリストアップされている。ドラマ・映画出演と演出助手の両立は多忙を極め、1967年、TBSドラマ『平四郎危機一発』の出演中に倒れ、胃潰瘍と診断されたことにより、劇団四季を退団。退団後も俳優業と並行しての脚本家活動はしばらく続き、1972年頃までNHK教育の子供向け番組の脚本を書いていた。
芸名の由来は、親友の大空眞弓が自分の好きな作家・石坂洋次郎と俳優・鶴田浩二からそれぞれ拝借して名づけたことによる。石坂本人によるとまだ本名で芝居をやっていた頃、大空の父親が姓名判断をしていたこともあり「石坂浩二」に決まった。また、TBSのテレビプロデューサー石井ふく子に見いだされ、『潮騒』へ出演した際、本名と役柄のイメージが合わないと言われ、改名を勧められたのもきっかけとなった。“石”がつく芸名になったのは、石井ふく子の“石”を採ったこともある。親交の深い大橋巨泉などからは「兵ちゃん」（本名の兵吉から）と呼ばれている。
松竹映画『日も月も』、『風の慕情』で主演を果たす。
NHK大河ドラマ常連俳優の一人で、計9回の出演をしている。（第1回の『花の生涯』には関わっておらず、翌年の『赤穂浪士』は撮影を見学したついでに衣装まで着せられたが放映はされなかったと当人が特集番組内で語っている。）1965年の『太閤記』で石田三成を演じ、初めて役付きの出演をはたし、「留年してもNHKのせいにしない」という誓約書を大学に提出して出演した。1969年の『天と地と』では上杉謙信を演じ、大河ドラマ初主演をはたす。この際、「これがコケたら『大河ドラマ』は終わりにする」と聞かされたという。本作は大河ドラマカラー作品の第一作で、武田信玄を演じた高橋幸治とともに人気を博した。
1975年の『元禄太平記』で再び主演となり、柳沢吉保を演じた。1979年の『草燃える』では源頼朝を演じ、北条政子を演じた岩下志麻とともに主演を務めた。計3作品での主演は西田敏行の計4作品に次ぐ。1983年の『徳川家康』では、架空の人物で有力な郷士の竹之内波太郎(後の堺の豪商・納屋蕉庵)役で出演。1995年の『八代将軍吉宗』では、間部詮房役で出演。柳沢吉保役で主演した時と同様の側用人役を再び演じる。1999年の『元禄繚乱』には、吉良上野介で出演し、憎めない新たな吉良上野介像を演じた。2004年の『新選組!』には、開明思想家の佐久間象山役で出演した。2011年の『江〜姫たちの戦国〜』では千利休を演じ、2025年の『べらぼう〜蔦重栄華乃夢噺〜』では松平武元を演じるなど、通算12作品に出演している。
また、大河ドラマ関連作品にも出演しており、NHK新大型時代劇の『宮本武蔵』（1984年）では本阿弥光悦役を、NHKスペシャルドラマの『坂の上の雲』（2009年 - 2011年）では山本権兵衛役を演じている。
1970年代前半にはTBSの人気タレント調査で3年連続1位となった。JNNデータバンク調べによる好感度タレントの支持率調査では、1972年7月に支持率42.6パーセントを記録し、これは同調査において1970年代の第1位の記録である。
映画では1976年、横溝正史原作・市川崑監督による映画『犬神家の一族』に金田一耕助役で主演し、同年の邦画配給収入2位（13億200万円）のヒットとなり、シリーズ化される当たり役となった（以後、市川作品に常連出演し、『おはん』『ビルマの竪琴』『細雪』などに出演している）。
リメイク版『日本沈没』では首相役に挑んだ。小泉純一郎（元首相）は大学同期。権勢家の役に配役されることが多く、天皇・征夷大将軍・首相のすべてを演じている。元禄期の大老・柳沢吉保役は、この人物を主役に据えた唯一の映像作品である『元禄太平記』以降、テレビと映画で3回演じた当たり役である。
1962年の『潮騒』以来、石井ふく子および橋田壽賀子の作品に多く起用されており、石井組の一員と見なされている。
ナレーターとしても新人時代の『ウルトラQ』『ウルトラマン』（前半）をはじめ、『シルクロード』や『関ヶ原』などで活躍。
私生活では、劇団四季の同僚でもあった加賀まりことの同棲を経て、1971年に浅丘ルリ子と結婚するも、ほどなくして別居するようになる。2000年12月、女優である浅丘に実母の介護をさせるわけにはいかないとして離婚。離婚から間もない5日後に2001年1月に再婚を発表。大橋巨泉事務所から独立、フリーとなる。
1988年に「劇団急旋回」を結成。自らの脚本・演出によるオリジナル・ミュージカルを数多く上演したが、1996年に解散。
2001年4月から、佐野浅夫の後任として時代劇『水戸黄門』の4代目水戸光圀役に起用された。初登場時59歳であり、BS-TBS版も含め同作で光圀を演じた歴代6人の俳優では唯一50代での大役となった。オープニング演出を市川崑が担当し、史実に基づいたストーリー展開、つけ髭をしない・衣装をマイナーチェンジするなど、知的でスマートなインテリ黄門様を演じたが、2002年5月に石坂が直腸癌の手術で入院したため、1年余りで降板となった。翌月には復帰したものの、その後はしばらく俳優活動を自粛している。2003年夏に昼ドラのゲスト出演（『貫太ですッ!』）で俳優活動を再開、『白い巨塔』、『新選組!』、『東京湾景』などのテレビドラマにレギュラー出演した。
俳優業のみならず、作家（三田文学会・会員）、司会者やクイズ番組の解答者など多方面で活躍。芸能界屈指の薀蓄を誇り、1980年代後半からの「クイズ王ブーム」の際には、毎回のようにゲスト出演していた。共演者には撮影直前までマイペースで薀蓄を語り続けることで知られる。『白い巨塔』の撮影時、あまりに薀蓄を語るため、共演の唐沢寿明を閉口させたという。
絵画では油彩画に精通し、29歳の時にフジテレビに1000万円を前借しギュスターヴ・モローの絵を購入している。二科展で1974年から1985年まで連続入選。一貫して裸婦を描いている。これはアマチュア画家で裸婦を描く者が少なかったからだという。絵画に関する専門的な教育は受けていないが、東郷青児に師事し、手ほどきを受けている。また、繊細で写実的な画風で「孤高の画家」とも呼ばれる画家、牧野邦夫の作品コレクターとしても知られている。2004年からは横浜市青葉区内で自身がボランティアで講師を務める絵画教室「HEY ART CLUB」を主催している。
2011年（平成23年）4月1日、全国の交通安全協会で初めて公益社団法人となった神奈川県交通安全協会の会長に就任。また、広島県呉市に戦艦長門の軍艦旗を寄贈した縁により、2015年（平成27年）5月9日に呉市海事歴史科学館大和ミュージアムの名誉館長として委嘱を受けている。

## エピソード
実家の武藤家は江戸時代から続いてきた砂糖問屋。小笠原諸島には今でも「武藤海岸」と呼ばれる地域があり、そこは昔、武藤家の「砂糖キビ農場」だったという。
本名の「兵吉」は、兵隊の「兵」と父・吉二の「吉」からとっている。石坂が生まれる日の前の夜、外祖父の平沼亮三が「兵隊の夢を見た」ことから名づけられたという。
東京生まれ東京育ちだが阪神タイガースのファン。
カレー作りが得意で、独特のスパイス調合で何種類もの味を作り、自らカンヅメにして共演者に振舞っている。またカレーパンも好物で、著書も出版している。
画家としても知られ、自らの作品の展覧会を度々開催することもある。また、1976年6月26日に開催された異種格闘技戦『アントニオ猪木対モハメド・アリ』戦の広告ポスターを描いた。そのポスターを見たモハメド・アリが「私はこんなに醜い男ではない」と苦笑したという。その猪木対アリ戦で、アントニオ猪木が入場の際に着用したリングガウンも石坂のデザインで製作されたものである。
モデラーとしても有名で、自宅には模型専用の製作スペースがあり、飛行機のプラモデルをよく作る。「日本プラモデル工業協同組合」の特別顧問を務め、団塊の世代を対象としたプラモデル愛好団体「ろうがんず」を2009年2月23日に結成している。ろうがんずは石坂らプラモデル愛好家7名により結成され、石坂も静岡ホビーショーへの出品や新会員の募集など会の活動に従事している。航空機にも造詣が深く、2015年4月に初めてHondaJetが日本に飛来した際にはそれを自ら体験し、「ホンダにしかできない挑戦。それがこのジェット機のカッコ良さ、美しさ、革新性を生み出した」と述べている。
元テレビ朝日アナウンサーの松井康真もろうがんずの発起人の一人である。
テレビ東京系列の『開運!なんでも鑑定団』では、番組開始の1994年4月19日から2016年3月29日まで22年に渡って島田紳助や今田耕司と共に司会を担当。2016年3月29日をもって『鑑定団』を降板し、同年4月から2017年9月まではBSジャパンの派生番組『-極上!お宝サロン』のメイン司会を担当した。また、同番組に出品された戦艦長門の軍艦旗を自身で1000万円で購入し、呉の大和ミュージアムに寄贈したというエピソードも持つ。さらに、番組初期には本名の武藤兵吉名義で依頼人として19世紀のドイツ製オルゴールを出品し、1550万円の評価額がついたことがある。2019年4月30日放送の『鑑定団』に、降板以来久々にゲストとして出演した。
2006年4月より財団法人横浜観光コンベンション・ビューローの理事長に就任。これにより2006年6月1日に横浜人形の家の館長の職を兼高かおるから引き継ぐ。2010年3月23日付けをもって勇退。
『ゴジラ』のファンであり、ゴジラ誕生30周年記念として復活したゴジラ第16作目であり平成ゴジラシリーズの第1作でもある『ゴジラ』に出演を希望し、「ギャラなんかいらない、ワンカットでも出ることに意義があるんだ」と監督の橋本幸治に直談判して、「ゴジラを最初に目撃する原発職員」という端役でカメオ出演した。
1996年放送のテレビ時代劇『天晴れ夜十郎』では、髪を丸刈りにした。当時の『TVガイド』によるところでは、坊主のかつらを被って横を向くと変なしわができて撮影がたびたびカットされていたことに悩んでいた。思い切って実際に丸刈りにしたことで、撮影がたびたびカットされることはなくなり、誰よりも早く帰宅できることを喜んでいたが、行きつけの店などで面識ある人と顔合わせをしても石坂だとなかなかわかってもらえない場合が多かったという。かつらを被らない状態で別の番組に出演していたこともあれば、伊藤ハムのCMではかつらを被っていたこともある。その後、2008年の映画『私は貝になりたい』への出演の際にも軍人役として、2011年の大河ドラマ『江〜姫たちの戦国〜』では千利休役としての役作りのため、丸刈りにして役に臨んでいる。
2006年12月公開の映画で市川崑の最後の監督作品となった『犬神家の一族』リメイク版では、約27年ぶりに金田一耕助を演じ、役作りのために髪を長髪に伸ばした。
2008年11月8日に慶應義塾大学日吉キャンパス陸上競技場にて行われた慶應義塾創立150年記念式典では、フジテレビアナウンサーの遠藤玲子と共に司会を務めた。
2015年12月31日から2016年1月1日にかけて日本テレビ系列で放送されたバラエティ『絶対に笑ってはいけない名探偵24時』において9年ぶりに金田一耕助として出演している。
市川崑が亡くなった際には弔辞を読んだ。「例のプール」として知られる撮影スタジオ（Hanazono Room）が石坂の自宅であったという噂もあったが、実際には市川が居住しており、石坂はその下の階に住んでいたという。
石坂と共演の多かった山岡久乃が亡くなった際に、山岡が入居するはずだった老人ホームに、山岡の肖像画を石坂自身が描き贈ったという。
大橋巨泉、大空眞弓とは上記の通り親友である。また、ドラマなどで共演した児玉清とも長年の親交があった事が知られていた。市川崑監督作品では中井貴一とよく共演しており、親交もある。
浅丘ルリ子との結婚を発表する前後に吉永小百合や水前寺清子との交際を週刊誌に書き立てられたことがあるが、石坂によればこれらは全部ガセ。石坂曰く「浅丘との結婚を当時付き合いのあった雑誌に教えたところ、ライバル誌が怒った」ために嘘の記事を書かれたとのことで、「その後も批判的な記事を多数載せられた」という。
宅地建物取引士および不動産鑑定士の資格を取得している。
政治的姿勢を表明することは稀だが、2022年7月3日、所属しているプロダクション尾木の社長とともに第26回参議院議員通常選挙に立候補した生稲晃子の応援演説を行っている。

## 出演
太字は主演

### 映画
- おゝい、雲!（1965年、東映）
- 殿方御用心（1966年、大映）
- 若い娘がいっぱい（1966年、東宝）
- 青春太郎（1967年、東宝）
- 男の挑戦（1968年、松竹）
- 天使の誘惑（1968年、松竹）
- 日も月も（1969年、松竹）
- 太陽のオリンピア メキシコ1968（1969年、有楽座） - 日本語版ナレーター
- 三度笠だよ人生は（1970年、松竹）
- 風の慕情（1970年、松竹） - 西条直紀
- 喜劇 猪突猛進せよ!!（1971年、松竹）
- 公式長編記録映画 日本万国博（1971年、松竹） - ナレーター
- 花と龍 青雲篇 愛憎篇 怒濤篇（1973年、松竹） - 唐獅子の五郎、十郎
- 潮騒（1975年、東宝） - ナレーター
- 石坂浩二の金田一耕助シリーズ - 金田一耕助

1. 犬神家の一族（1976年、角川春樹事務所、東宝）
2. 悪魔の手毬唄（1977年、東宝）
3. 獄門島（1977年、東宝）
4. 女王蜂（1978年、東宝）
5. 病院坂の首縊りの家（1979年、東宝）
6. 犬神家の一族（2006年12月、東宝）

- 細雪（1983年、東宝） - 貞之助
- ゴジラ（1984年、東宝） - 井浜原子力発電所職員[1]
- おはん（1984年、東宝） - 幸吉
- 危険な女たち（1985年、松竹） - 枇杷坂周平
- ビルマの竪琴（1985年、東宝） - 井上隊長
- 幕末青春グラフィティ Ronin 坂本竜馬（1987年、東宝） - 勝海舟（ナレーター）
- 鹿鳴館（1986年、松竹） - 清水永之輔
- 映画女優（1987年、東宝） - 城都四郎
- 竹取物語（1987年、東宝） - 帝
- 優駿 ORACION（1988年、東宝） - 吉永達也（友情出演）
- つる -鶴-（1988年、東宝） - ナレーター
- 死線を越えて 賀川豊彦物語（1988年） - ナレーター
- YAWARA!（1989年、東宝） - 本阿弥錦之介（特別出演）
- ウルトラシリーズ - ナレーター
  - ウルトラQ ザ・ムービー 星の伝説（1990年）
  - ウルトラマンコスモス THE FIRST CONTACT（2001年）
  - ウルトラマンコスモス2 THE BLUE PLANET（2002年）
  - 大決戦!超ウルトラ8兄弟（2008年）
  - ウルトラマンゼロ THE MOVIE 超決戦!ベリアル銀河帝国（2010年）
- 天河伝説殺人事件（1991年、角川春樹事務所・東映）
- ラストソング（1994年、フジテレビ・東宝）
- 四十七人の刺客（1994年、東宝） - 柳沢吉保
- 県庁の星（2006年2月、フジテレビ・東宝） - 古賀等・県議会議長
- 日本沈没（2006年7月、TBS・小学館・東宝） - 山本尚之総理大臣（特別出演）
- ユメ十夜（2007年、日活） 第十夜　平賀源内
- ラストゲーム 最後の早慶戦（2008年、シネカノン） - 小泉信三
- 容疑者Xの献身（2008年、東宝） - コメンテーター・有薗文雄（特別出演）
- 私は貝になりたい（2008年、東宝） - 矢野中将
- 沈まぬ太陽（2009年、東宝） - 国見正之
- 図書館戦争シリーズ - 仁科巌
  - 図書館戦争（2013年、東宝）
  - 図書館戦争-THE LAST MISSION-（2015年10月、東宝）
- 相棒シリーズ - 甲斐峯秋 
  - 相棒 -劇場版III- 巨大密室! 特命係 絶海の孤島へ（2014年、東映）
  - 相棒 -劇場版IV- 首都クライシス 人質は50万人! 特命係 最後の決断（2017年、東映）[44]
- みをつくし料理帖（2020年、東映） - 種市（特別出演）[45]
- 阪神タイガース THE MOVIE 猛虎神話集（2020年2月14日） - ナレーション[46]
- ゾッキ（2021年4月2日、イオンエンターテイメント） - 祖父（特別出演）
- 変な家（2024年3月15日、東宝）[47]
- 海の沈黙（2024年11月22日、ハピネットファントム・スタジオ） - 田村修三[48]

### テレビドラマ
- お源のたましい（1958年、KRテレビ）
- おかあさん第1部 第4話「風」（1958年、KRテレビ）
- しゃぼん玉ミコちゃん（1962年、TBS）
- 潮騒（1962年、TBS）
- 泣くなマックス（1962年 - 1963年、TBS）
- 雷が鳴っている時に（1962年、読売テレビ）
- おかあさん第2部 （1962年 - 1966年、TBS）
  - 第154話「もっこくの花」
  - 第173話「さらばルイジアナ」
  - 第179話「春雪」
  - 第271話「冬のレモン」
  - 第317話「待つ」
  - 第324話「春のとびら」
- 鬼の渡し（1962年、読売テレビ）
- 花の番地（1962年 - 1963年、TBS）
- 東芝日曜劇場（TBS）
  - 「冬の感情」（1962年）
  - 「さようならまたね」（1963年）
  - 「文鳥」（1963年）
  - 「父と子たち」（中部日本放送、1964年）
  - 「この道の行くてに」（1964年）
  - 「娘は娘、母は母」（1965年）
  - 「父と子たち 再婚」（1965年）
  - 「太陽がまぶしい」（1965年）
  - 「女と質屋」（1965年）
  - 「菊の香高く」（朝日放送、1965年）
  - 「幸福」（1966年）
- 大河ドラマ（NHK総合）
  - 太閤記（1965年）- 石田三成
  - 天と地と（1969年） - 上杉謙信
  - 元禄太平記（1975年） - 柳沢吉保[49]
  - 草燃える（1979年） - 源頼朝[50]
  - 徳川家康（1983年）- 納屋蕉庵
  - 八代将軍吉宗（1995年）- 間部詮房
  - 元禄繚乱（1999年）- 吉良義央
  - 新選組!（2004年）-  佐久間象山
  - 江〜姫たちの戦国〜（2011年）- 千利休
  - べらぼう〜蔦重栄華乃夢噺〜（2025年）- 松平武元[51]
- 赤い火を何時か（1963年、日本テレビ）
- 七人の刑事第113話（1964年、TBS）
- 山本富士子アワー（フジテレビ）
  - 「青衣の人」（1965年）
- 木下恵介劇場（TBS）
  - 「まだ寒い春」（1965年）
- 光る海（1965年、TBS）
- 明治三十八年秋（1965年、NHK総合）
- 七人の孫（1965年、TBS）
- 風と樹と空と（1965年、NHK総合）
- 帰郷（1965年、フジテレビ）
- ウルトラシリーズ
  - ウルトラQ（1966年、TBS) - ナレーター）
  - ウルトラマン（1966年、TBS) - 1話 - 19話のナレーター[52]、ウルトラマンの声（15話）[注 4]
  - ウルトラマンゼロ THE CHRONICLE（2017年、テレビ東京） - ナレーション（第2話 - 第6話）
- 女だから……（1966年、TBS）
- 20歳（1966年、NHK総合）
- ゆれる若葉（1966年、NHK総合）
- あじさいの歌（1966年、日本テレビ）
- 青い山脈 第12話（1966年、日本テレビ）
- 太郎（1966年、NHK総合）
- 平四郎危機一発（1967年 - 1968年、TBS) - 九条平四郎
- 大奥（1968年、関西テレビ) - 徳川家茂
- あゝ忠臣蔵（1968年、関西テレビ) - ナレーター
- お庭番 (1968年、日本テレビ)
- オレとシャム猫（1969年、TBS) - 根井田二郎
- 颱風とざくろ（1969年、日本テレビ) - 坂本二郎
- わが青春のとき（1970年、日本テレビ）
- ありがとうシリーズ（1970年、1972年  - 1975年、TBS）- 段進矢、十虎之介、寺川元気、合田格二
- 徳川おんな絵巻 第13・第14話（1970年、関西テレビ) - 榊原政岑
- 憎いあんちくしょう（1970年、日本テレビ・日活) - 北大作
- 大忠臣蔵（1971年、NETテレビ) - 萱野三平
- 連続テレビ小説（NHK総合）
  - 繭子ひとり（1971年 - 1972年) - ナレーター
  - かりん（1993年) - 小森友行
- 2丁目3番地（1971年、日本テレビ) - 石上平吉
- 3丁目4番地（1972年、日本テレビ) - 石上平吉
- 銀河テレビ小説「若い人」（1972年、NHK総合）
- ボクのしあわせ（1973年、CX） - 作家
- ゆびきり（1973年、TBS) - 広野橋蔵
- 暗闇仕留人（1974年、朝日放送・必殺シリーズ) - 糸井貢
- 男なら（1975年 - 1976年、日本テレビ) - 森沢隆一
- 五丁目に咲いた恋は、絶対に結ばれないと人々は噂した（1976年、日本テレビ) - 山室草介
- 必殺仕業人第24話　必殺シリーズ通算200回記念（1976年、朝日放送) - 医者
- Yの悲劇（1978年、フジテレビ) - 南郷亮治[注 5]
- 陽気な逃亡（1980年、フジテレビ) - 山下三郎
- ポーツマスの旗（1981年 、NHK総合) - 小村寿太郎
- 関ヶ原（1981年、TBS) - ナレーター
- 俺はご先祖さま（1981年 - 1982年、日本テレビ)-  - 白石伴吉
- 続・夢千代日記（1982年、NHK総合) - 上村洋一
- 鳥人伝 世界ではじめて空を飛んだ男と女の物語（1982年、TBS）
- 宮本武蔵（1984年、NHK総合) - 本阿弥光悦
- 花のこころ（1985年、TBS) - 徳川家光
- なんて素敵にジャパネスク（1986年、日本テレビ）
- 春のドラマスペシャル「凸凹ポリス物語」（1987年4月1日、日本テレビ）
- 水曜グランドロマン「女たちの百万石」（1988年、日本テレビ) - 前田利長
- 渡る世間は鬼ばかり（1990年 - 2019年、TBS) - ナレーター
- 戦艦大和（1990年、フジテレビ) - 森下信衛
- 腕におぼえあり 第9話（1992年、NHK総合) - 柳沢吉保
- 女の言い分（1994年、TBS) - 東太郎
- 家族A（1994年、TBS）
- 天晴れ夜十郎（1996年、NHK総合) - 河内山宗俊
- 土曜ワイド劇場「名探偵由利麟太郎 蝶々殺人事件」（1998年、テレビ朝日) - 由利麟太郎
- 水戸黄門第29部 - 第30部（2001年 - 2002年、TBS / C.A.L） - 水戸光圀
- NHKスペシャルドラマ「焼け跡のホームランボール」（2002年、NHK総合) - ご隠居
- 海のオルゴール（2003年6月28日、フジテレビ) - 山上和男
- 貫太ですッ!（2003年、東海テレビ制作昼の帯ドラマ) - 亀岡万次郎
- 白い巨塔（2003年10月 - 2004年3月、フジテレビ) - 東貞蔵
- 東京湾景（2004年7月 - 9月、フジテレビ）
- 海峡を渡るバイオリン（2004年11月27日 フジテレビ）
- 古畑任三郎ファイナル第40回「今、甦る死」（2006年1月3日、フジテレビ) - 天馬恭介
- 氷壁（2006年1月 - 3月、NHK総合) - 八代哲夫
- 新マチベン 〜オトナの出番〜（2007年、NHK総合) - 堺田春樹
- 点と線（2007年、テレビ朝日) - ナレーター
- 魔王（2008年7月 - 9月、TBS) - 芹沢栄作
- 松本清張生誕100年記念作品・駅路（2009年4月11日、フジテレビ) - 小塚貞一
- 誘拐（2009年8月2日、WOWOW、ドラマW) - 佐山憲明
- 母の贈物（2009年9月14日、TBS) - 竹田孝次
- 世にも奇妙な物語　秋の特別編「夢の検閲官」（2009年10月5日、フジテレビ) - 検閲官
- 坂の上の雲（2009年11月29日 - 2011年11月25日、NHK総合) - 山本権兵衛
- まっすぐな男 最終話（2010年3月、関西テレビ制作、フジテレビ) - 岡田社長
- わが家の歴史（2010年4月9日 - 4月11日、フジテレビ) - 永井荷風
- スペシャルドラマ「離婚シンドローム」（2010年6月30日、日本テレビ) - 鈴木敏夫
- MM9-MONSTER MAGNITUDE-（2010年7月、毎日放送) - オープニングナレーション
- 夏の恋は虹色に輝く 第1話（2010年7月19日、フジテレビ) - 本人
- 歸國（2010年8月14日、TBS) - 大宮健一
- ホタルノヒカリ2 第10話（2010年9月8日、日本テレビ) - 高野盆太郎
- 獣医ドリトル（2010年10月 - 12月、TBS) - 富沢旅雄
- 月曜ゴールデン「内部調査官・水平直の報告書」（2011年1月17日、TBS) - 神内渉
- 美男ですね 第1話（2011年7月15日、TBS) - 原田
- ジウ 警視庁特殊犯捜査係（2011年7月 - 9月、テレビ朝日) - 宮路忠雄
- ドラマ特別企画「居酒屋もへじ」（2011年9月25日、TBS) - 青島（友情出演）
- 三毛猫ホームズの推理（2012年4月 - 6月、日本テレビ) - 栗原警視
- リッチマン、プアウーマン 最終話（2012年9月17日、フジテレビ) - 宇田川昇
  - リッチマン、プアウーマン in ニューヨーク（2013年4月1日、フジテレビ）
- 相棒 season11 - （2012年10月 - 、テレビ朝日) - 甲斐峯秋[53][54]
- 松本清張没後20年 ドラマスペシャル 十万分の一の偶然（2012年12月15日、テレビ朝日) - ナレーション
- 島の先生（2013年5月 - 6月、NHK総合) - 田嶋文三
- フジテレビ開局55周年スペシャルドラマ 森光子を生きた女（2014年5月9日、フジテレビ) - 菊田一夫
- 図書館戦争 ブック・オブ・メモリーズ（2015年10月5日、TBS) - 仁科巌
- 仰げば尊し（2016年7月 - 9月、TBS) - 小田桐寛治
- 楽園（2017年1月 - 2月、WOWOW) - 金川一男[55]（特別出演）
- そして誰もいなくなった（2017年) - ナレーション
- やすらぎの郷（2017年4月 - 9月、テレビ朝日) - 菊村栄太郎[56]
- 警視庁ゼロ係〜生活安全課なんでも相談室〜 THIRD SEASON（2018年7月 - 9月、テレビ東京) - 湯川春樹[57]（特別出演）
- 家康、江戸を建てる（2019年、NHK総合) - ナレーション
- やすらぎの刻〜道（2019 - 2020年、テレビ朝日) - 菊村栄
- 女王の法医学〜屍活師〜（2021年5月31日、テレビ東京) - 丹羽嗣仁[58]
  - 女王の法医学〜屍活師〜2（2022年3月21日、テレビ東京）[59]
  - 女王の法医学～屍活師～3（2022年7月3日、テレビ東京）[60]
- 剣樹抄〜光圀公と俺〜（2021年11月5日 - 12月24日、NHK BSプレミアム) - 吽慶[61]
- 華麗なる一族（2021年4月 - 7月、WOWOW) - 永田格（特別出演）
- ドクターホワイト（2022年1月17日 - 3月28日、関西テレビ) - 高森巌[62]
- ひとりぼっち -人と人をつなぐ愛の物語-（2023年4月9日、TBS) - ナレーター[63]
- フィクサー Season3（2023年10月8日 - 11月5日、WOWOW) - 黒羽真二郎（特別出演） [64]
- ブラックペアン シーズン2（2024年7月7日 - 9月15日、TBS) - 真行寺龍太郎[65]

### 舞台
- 泥棒たちの舞踏会（劇団四季）
- 間奏曲（劇団四季）
- オンディーヌ（劇団四季）
- ひばり（劇団四季）
- カラマゾフの兄弟（1967年2月）(劇団四季)、於日生劇場[66]、演出：浅利慶太[67]） - アレクセイ・フョードロウィチ・カラマーゾフ（ロシア語版、英語版）（アリョーシャ、リューシェチカ役）
- 王子とこじき（劇団四季）、子供向けミュージカル（脚本・作詞）

### 吹き替え
- ハローアインシュタイン 遥かなる宇宙へのメッセージ（1984年、NTV）（アルベルト・アインシュタイン / ロナルド・ピックアップ）

### テレビアニメ
- トンデラハウスの大冒険（1979年） - ナレーター[68]
- 荒野の呼び声 吠えろバック（1981年） - ナレーター
- 鬼神童子ZENKI（1995年） - 初期ナレーション
- ギャラリーフェイク（2005年） - ナレーション
- 名作アニメシリーズ ファーブル昆虫記（2008年） - ファーブル 役
- 怪獣酒場 カンパーイ！（2015年） - ナレーション

### 劇場アニメ
- チスト みどりのおやゆび（1990年） - ナレーター
- 新選組（2000年、フジテレビ・、メディアボックス） - 伊東甲子太郎 役
- 劇場版ポケットモンスター ダイヤモンド&パール ディアルガVSパルキアVSダークライ（2007年） - ダークライ 役
- 歎異抄をひらく（2019年） - 親鸞 役[69][70]

### ゲーム
- 修理、魅せます。（『Wiiの間』テレビの無料番組：ナレーション）

### 朗読・ボイスドラマ

#### LP
- 海（1968年11月10日）
- 空（1969年3月10日）
- 大地（1969年7月20日）
- 駅─最後の四二一列車（1972年）
- 四季の歌物語（1976年）
- 夜（1979年）
- シルクロードを行く（1981年）

#### CD
- CDシアター ドラゴンクエストIV（ナレーション）

#### VHS
- パワフル・ジュラシック・ワールド（1993年、ナレーション）

### ラジオ番組
- ラジオ深夜便（2021年4月1日 - 、NHKラジオ第1・FM） - 隔月（偶数月）第1週木曜日出演
- 石坂浩二のヤング・ミュージック（TBSラジオ）
- ミュージック・スコープ（エフエム東京・JFN系）

### 動画
- ウルトラマン HDリマスター版　WEB！限定 全39話完全新録予告ナレーション(ファミリー劇場)[71]
- 「ウルトラマン」HD Remaster2.0 Blu-ray BOXプロモーション映像第2弾（ナレーション）
- バンダイ 大人の超合金 新幹線0系（商品紹介ナレーション）

### 作詞作品
- 浅丘ルリ子「朝の陽が赫い」「好き」
- かまやつひろし「七階の窓」
- 劇団四季「真実の歌」
- 佐良直美「ゆびきり」
- 沢田研二「思い出はついてくる」
- 西玲子「期待」「なぐさめ」「なくしたもの」「翌日（あくるひ）」
- ビリー・バンバン「さよならをするために」
- 藤田弓子「ためらいの明日」「追想曲」
- 牧葉ユミ「貝がらの青春」「運命のままに」
- 真木悠子「明日の海が見える」
- 真璃子「愛、リターン」
- 安井かずみ「九月の終り」（作曲）

### バラエティ番組ほか
- NHK特集 シルクロード（NHK総合：ナレーション）
- 第18回NHK紅白歌合戦（1967年12月31日、NHK総合・ラジオ第1：審査員）
- 生きものばんざい[72]（毎日放送：初代ナレーター）
- スター千一夜（1970年 - 1973年、フジテレビ：司会）
- 歌のビッグステージ（1971年6月 - 12月、NET：司会）
- クイズの王様（1972年2月 - 1974年2月、フジテレビ：司会）
- 動物家族（1974年10月 - 1975年9月、フジテレビ：ナレーター）
- パネルクイズ アタック25（1975年7月27日、朝日放送：ゲスト大会に解答者として出演。トップ賞を獲得し、ラストのパリ旅行獲得をかけたフィルムクイズも正解した）
- おしゃれ（1976年 - 1977年、日本テレビ：司会）
- 世界まるごとHOWマッチ（1983年4月 - 1990年4月、毎日放送）
- 石坂浩二のスーパーアイ（1986年12月 - 1987年9月、TBS）
- ウォッチング日本列島（1987年5月 - 1988年3月、日本テレビ）
- クイズMONOものがたり（1988年4月 - 9月、テレビ朝日）
- 石坂浩二の世界うらもおもても（1988年10月 - 1989年3月、朝日放送）
- クイズ地球の歩き方（1989年3月 - 1990年3月、朝日放送）
- 世界まるごと2001年（1990年4月 - 1991年3月、毎日放送）
- ギミア・ぶれいく（1989年10月 - 1992年9月、TBS）
- 石坂・森口のくっきん夫婦（1991年4月 - 1992年3月、毎日放送）
- 開運!なんでも鑑定団（1994年4月 - 2016年3月、テレビ東京:島田紳助→今田耕司と共に司会）
  - 先述通り、司会降板後の2019年4月30日放送分にゲストとして出演。
  - 開運!なんでも鑑定団 極上!お宝サロン（2016年4月 - 2017年9月、BSジャパン）
- タモリのSuperボキャブラ天国（1994年 - 1995年、フジテレビ：ミニドラマコーナー「愛という名の芳香（アロマ）」ナレーション）
- 世界ウルルン滞在記（1995年4月 - 2008年9月、毎日放送）
- 世界ゴッタ煮偉人伝（2000年4月 - 9月、フジテレビ）
- みんなのうた（2004年4月 - 5月、NHK：「とのさまガエル」語り）
- ようこそ宇宙の特等席へ!地球周遊ナイトクルーズ（2013年1月2日、NHK BSプレミアム）
- え!これ知らなかったの?（2013年2月17日、11月27日、TBS：司会）
- ダウンタウンなう（2015年4月17日 - 2016年8月、フジテレビ：ナレーション）
- ダウンタウンのガキの使いやあらへんで!!絶対に笑ってはいけない名探偵24時（2015年12月31日-2016年1月1日、日本テレビ）
  - 金田一耕助役で登場。
- 石坂浩二と雨宮塔子のヴェネツィア美術紀行（2016年8月27日、BS-TBS：ナビゲーター）
- 石坂浩二のニッポン凄い人名鑑（2017年10月8日 - 2018年4月1日、BSジャパン）
- サタデーステーション（2018年4月14日 - 2019年11月2日、テレビ朝日：コメンテーター）[73]
- くりぃむクイズ ミラクル9（テレビ朝日：不定期出演）
- ナニコレ珍百景（2023年1月22日、テレビ朝日）- 倉敷市真備町「1000人の金田一耕助」イベント
- プラモnoハナシ（2024年3月10日、テレビ東京）

### CM
- 明治製菓（現：明治）（チョコバー）（ミルクチョコレート）
- 味の素（コーンサラダ油、サラダ油ギフト）
- ロート製薬（健胃胃腸薬キャシロン、1976年）
- トヨタ自動車（2代目パブリカ&パブリカスターレット、トヨタ各車種CMナレーション、「トヨタの日」「新トヨタの日」告知CM、「Re BORN」企業CMナレーションおよび狩野永徳 役）[74]
- キヤノン（オートボーイ）
- 日本ヴイックス（ヴイックスドロップ）現在は大正製薬から発売
- パラマウントベッド
- ジェーシービー「JCBクレジットカード」（1986年）
- ライオン（アクアミー）
- 東鳩製菓（現：東ハト）（ハーベスト、チョコハーベスト、焼きえびスナック、あずきスナック）
- アサヒビール（アサヒ飲料）（高級茶葉烏龍茶）
- 伊藤ハム（ファーマーズ）
- 全日本空輸 SKiP 『あれ、乗れちゃった 金田一耕助篇』 金田一耕助役（2006年）
- 西日本旅客鉄道（主に山陽新幹線関連）
- ムトウ（現：スクロール）（通販カタログ、本名で出演）
- 大塚製薬（ネイチャーメイド）
- スマートコミュニティ
- ハズキルーペ
- 電気事業連合会「地球環境×エネルギー」編（2016年）

### 音声ガイド
- 日伊国交樹立150周年特別展「ヴェネツィア・ルネサンスの巨匠たち」東京会場（2016年7月13日 - 2016年10月10日、国立新美術館）
- 日伊国交樹立150周年特別展「ヴェネツィア・ルネサンスの巨匠たち」大阪会場（2016年10月22日 - 2017年1月15日、国立国際美術館）

## 書籍

### 著書
- 『愛が扉をたたく』（講談社 1971年）
- 『石坂浩二兄さんのフェラーリずかん』（講談社 1978年）
- 『天晴れカレーパン』（主婦の友社 1984年）
- 『石坂浩二のサラダ図鑑』（講談社 1991年）
- 『石坂浩二のおつまみ図鑑』（講談社 1992年）
- 『石坂浩二のランチ図鑑』（講談社 1993年）
- 『コンビニおかずでキュイジーヌ―石坂流!くずしのお料理マジック』（光文社 1999年）
- 『金田一です。』（角川メディアハウス 2006年）
- 『翔ぶ夢、生きる力　俳優・石坂浩二自伝』（廣済堂出版 2017年）ISBN 978-4331521199

### 共著
- 竹内均との対談『アトランティスが沈んだ日―地球学講義』（朝日出版社 1979年）

### 監修
- 佐山透『ペイネの恋人たち』（小学館 1985年）

### 翻訳
- ブライアン・ワイルドスミス『石坂浩二のマザーグース』（らくだ出版 1992年）
- ブライアン・ワイルドスミス『おちたのだあれ』（学習研究社 1996年）
- ブライアン・ワイルドスミス『じゅうたんはねこのもの』（学習研究社 1996年）
- ブライアン・ワイルドスミス『いそげ いそげ』（学習研究社 1996年）
- ブライアン・ワイルドスミス『ゆめを みた』（学習研究社 1996年）
- ブライアン・ワイルドスミス『クリスマスの12にち』（講談社 1997年）

### 画集
- 『石坂浩二作品集』（近代映画社 1998年）